# Анук Еме
Ану́к Еме́ (фр. Anouk Aimée, справжнє ім'я Ніколь-Франсуаза Флоранс Дрейфус, фр. Nicole Françoise Florence Dreyfus; 27 квітня 1932, Париж — 18 червня 2024, там само) — французька акторка театру і кіно.

## Біографія
Народилася у Парижі. Її батьки були акторами за професією. З дитинства займалася балетом та танцювала на великій сцені. У 1946 році Ніколь-Франсуаза зіграла у невеличкому епізоді у фільмі «Будинок над морем». Перший успіх приніс фільм «Веронські коханці» (режисер Андре Кайата, 1948 рік). Після цього акторка грала здебільшого у мелодрамах. Вона знімалася не тільки у Франції, але й в Англії, Італії, Німеччині. Після поїздки до Греції з'явився її псевдонім, складений із грецького ім'я Анук та французького слова aimee — кохана.
Найбліьш важливим у кар'єрі Анук Еме стає роль у кінострічці «Солодке життя» (Федеріко Фелліні, 1960 рік). Після цього вона дедалі більше грає головні ролі, стає всесвітньовідомою. Але внаслідок особистих причин з 1971 до 1976 року Анук не знімається. Повернення відбулося в картині режисера Клода Лелуша «Якщо б довелося почати знову». У 80-ті роки Анук Еме здебільшо працює з відомими італійськими режисерами М.Беллокіо, Б.Бертоллучі. Л.Товолі.
З 90-х років Анук Еме дедалі менше знімалася, вона більше часу приділяла родині.
Анук Еме померла 18 червня 2024 року в себе вдома у Парижі в 92-річному віці.

## Родина
Чоловіки: грецький режисер Ніко Папатакіс, актор П'єр Баруш, актор Альберт Фінні.

## Фільмографія
- 1946: Будинок над морем
- 1947: У розквіті років
- 1948: Веронські коханці
- 1949: Золота саламандра
- 1951: Холодні перемоги
- 1951: Грозова ніч
- 1951: Баграна завіса
- 1952: Чоловік, проводжаючий поїзди
- 1954: Головою об стіну
- 1954: Погані зустрічі
- 1955: Я шукаю тебе
- 1957: Накип
- 1958: Монпарнас
- 1960: Солодке життя
- 1961: Страшний суд
- 1963: Вісім з половиною
- 1965: Чоловік і жінка
- 1976: Якби почати спочатку
- 1980: Стрибок у височінь
- 1981: Трагедія смішної людини
- 1982: Очі, губи
- 1983: Генерал загиблої армії
- 1986: Чоловік і жінка: 20 років потому
- 1994: Готова сукня
- 2019: Чоловік і жінка: Найкращі роки / (Les Plus Belles Années d'une vie) — Анна Готьє

## Нагороди
- Золота пальмова гілка за роль у фільмі «Чоловік і жінка». 1966 рік.
- приз Каннського кінофестиваля за роль у фільмі «Стрибок у порожнечу». 1980 рік.